# 陳長文
陳長文（1944年11月18日—）祖籍福建省福州閩侯縣，生於雲南省昆明，中華民國律師、理律法律事務所資深合夥人，於政治大學、東吳大學任教。曾任海基會首任秘書長、中華民國紅十字會總會會長、中華民國國際法學會理事長、行政院政務顧問、中央廉政委員會委員。

## 生平
父親陳壽人為中華民國國軍，字其椿，原籍福建省福州閩侯縣，畢業於黃埔軍校第六期。在對日抗戰期間，陳長文1944年生於雲南省昆明市，於家中排行第四，上有二兄一姐。1949年，其父陳壽人帶著全家隨著國軍來到台灣，同年十月被派往四川，於胡宗南將軍麾下任第六十九軍少將參謀長，於四川邛崍五面山殉職。
陳長文自小在台北市南京東路的眷村長大。1967年取得國立台灣大學法律系學士、1969年取得加拿大卑詩大學法學碩士，1970年獲得美國哈佛大學法學碩士、1972年獲法學博士。陳長文長期投入法學教育、法律實務工作。
現任理律法律事務所執行合夥人、中華民國國際法學會理事長、財團法人台北歐洲學校董事長、並為國立政治大學、東吳大學兼任教授，另於北京大學光華管理學院及北京清華大學經濟管理學院短暫擔任財經法專題講座、浙江大學法學院及南京大學法學院客座教授。
陳長文主持的理律法律事務所，一直是華人最大的律師事務所。2000年政黨輪替以前，軍眷子弟出身的陳長文，深獲前參謀總長郝柏村信賴，任國防部法律顧問，參與許多軍方武器重大採購案，包括荷蘭潛艦、拉法葉軍購案等。
陳長文在理律法律事務所時期曾代表西德商告長榮海運，由陳長文擔任西德商原告代理人。當時長榮海運請了律師事務所律師陳水扁代表被告。一審長榮贏了陳長文，二審長榮勝訴，三審維持原判。陳水扁幫長榮海運省下三千萬元賠償金。

## 中華民國海軍劍龍計畫案法律顧問團團長[3]
- 1981年5月6日，參與海軍劉和謙主持「劍龍專案」與荷蘭RSV造船公司總裁史蒂克商談簽訂造艦合約。
- 1982年12月25日，參與劍龍計畫，海軍與荷蘭RSV造船公司委任法律律師，劍龍建造案得以順利進行。
- 1983年5月以後，多次秘密赴荷蘭RSV造船公司，協助海軍潛艦建造停工危機法律事務。精通國際專業法律條文，迫使RSV造船公司履行合約，2艘潛艇得以1987年後陸續返國成軍。獲登入中華民國潛艦之友會名人榜。
- 協助成立國防部法律總顧問室，出任總顧問，培育國軍涉外法律人才。

## 海基會秘書長、副董事長
於郝柏村擔任中華民國行政院長期間，陳長文奉派擔任海峽交流基金會於成立後的首任秘書長，並曾以中華民國紅十字會秘書長的身份，赴中國大陸參與兩岸協商，1990年9月簽署「金門協議」。任職期間曾於1991年4月29日會見唐樹備，5月3日攜同海峽交流基金會訪問團全體成員，副秘書長陳榮傑及各處處長，拜會中國國務院臺灣事務辦公室主任王兆國，雙方在北京人民大會堂會面，11月7日副董事長陳長文一行在中南海紫光閣拜會國務院副總理吳學謙。

## 言論與主張

### 一國良制
- 陳長文1991年在北京曾以「一國良制」當面回應中共副總理吳學謙「一國兩制」訴求，他主張「制度比國家更重要」，曾根據此一立場發表多篇時論於台灣報刊。
- 2015年1月20日，陳長文於投書《聯合報》，表示當時新任台北市長之柯文哲在政黨輪替後對前任執政之國民黨市長任內各大BOT案件進行弊案清查，其過程未能兼顧法治原則，有如清算大會。[4]。

- 2016年7月1日，陳長文投書表示，「我是一個『統派』，但我這個『統派』，精確的説，是一個『有條件的統派』，或者也可以説是一個『民主統派』，也就是當兩岸政治體制都走向民主、在制度與價值上接近時，我認為，兩岸統一，對兩岸都不是壞事，換言之，這是一種『一國良制』的未來式統一想像。」[5]
- 2015年9月1日，馬政府全募兵制跳票，影響兩萬多名的年輕人，陳長文投書媒體，要求馬英九不要再硬拗，應該為跳票道歉[6]。
- 2015年11月10日，陳長文投書《中國時報》，呼籲蔡英文主席與民進黨停止對馬習會的負面言論。他批評蔡英文不但錯過了一個關鍵的歷史契機，被綠色的黨派立場侷限的她，很可能也將一併輸掉，台灣過去7年多來好不容易建立的兩岸成果與和平現狀。[7]。
- 2016年1月11日，陳長文投書《中國時報》，指出國民黨衰敗有4個原因。首先，朱立倫決策發生失誤（如：換柱的程序不正義、不分區名單失去理想性）。第二，反中氛圍成為主流，但他認為蔡英文正在向國民黨路線靠攏，「選民平靜下來後，會回頭肯定國民黨」。第三個原因，台灣經濟陷於停滯、貧富差距與高房價的問題讓年輕人失去希望而招引憤怒，未來蔡英文執政後若交不出成績，恐怕也是樓起樓塌。然而，最重要的(第四個)原因是國民黨鄉愿、老化與遲鈍的窘態讓選民倒盡胃口。他認為國民黨黨產歸零來得太遲，變成對手政治提款機；且一線政治領袖未能世代交替，宛如「還在歷史蠟像館」。陳長文說，國民黨能否改正第4個因素，「才是有沒有辦法從谷底反彈，浴火重生的關鍵」[8]。
- 2016年3月21日，律師陳長文今投書《中國時報》，他認為，既然多數國人決定讓民進黨完全執政，全體國人包括不認同蔡英文政治信仰的朋友，都應給予新政府支持。「鳥瞰總體政局，蔡英文的局勢比馬英九好。民進黨有活力、世代交替，應有足夠機會與實力，不致重演林濁水筆下的『痛苦執政』。」[9]

## 榮譽

### 中华民国勳章獎章
- 二等景星勋章（2012年11月8日于台北总统府颁授[10]）

## 爭議事件
- 2012年8月12日，國民黨立法委員羅淑蕾批評，身兼行政院政務顧問、中央廉政委員會委員，又是「國師」，卻幫自己的外商客戶DFS向交通部長毛治國關說，要求開放在機場設置免稅店提貨區，破壞遊戲規則，質疑有利益衝突。[11]

- 美國無線電公司RCA1970年至1992年在台設廠，違法傾倒一級致癌物，逾千名員工陸續罹患癌症，超過200人死亡。RCA公司關廠後在RCA公司代理人陳長文協助下將在台資產匯出，造成員工訴訟困難。RCA員工律師團召集人林永頌質疑陳長文違反律師倫理幫助RCA脫產。[12]

## 陳長文條款
- 陳長文有個重度腦性麻痺的兒子，為了兒子以及許多有長照需求者的照護問題，於2011年底投書疾呼「外勞看護在台居留期限，甚至可以取消限制。」立法院後來修改《 就業服務法》，將外勞的工作年限從九年延長為十二年，該條文被媒體稱為「陳長文條款」。

- 陳長文妻子名下房子因稅捐處誤植一家幽靈眼鏡公司，被稅捐處課錯稅，害他溢繳十五年的房屋稅；他發現後去申訴，稅捐處卻只願意退還五年多課的稅，而非十五年。陳長文告上法院，法院雖判決稅捐處勝訴，但財政部決定主動提案修法，亦被媒體稱為「陳長文條款」：只要政府機關課錯稅，退稅無年限，並加計利息退還；但若民眾自己多繳稅，稅捐機關仍維持目前只退還五年以內的稅。唯後來稅捐稽徵法再次修正，將政府錯徵稅款退稅請求權期限由無期限縮短為與民法相同之十五年。[13]

## 著作
- 財經法律與企業經營 (2002年、2003年 （页面存档备份，存于）)
- 超國界法律彙編 （页面存档备份，存于）（2002年）
- 認識超國界法律專文集 (2004年)
- 假設的同情－兩岸的理性與感性 （页面存档备份，存于） (2005年)
- 法律人，你為什麼不爭氣？法律倫理與理想的重建 （页面存档备份，存于） (2006年)
- 企業家跨國財經法 (北京法律出版社) (2007年)
- 天堂從不曾撤守 （页面存档备份，存于） (2008年)
- 愛與正義 （页面存档备份，存于） (2012年)

- 受縛的神龍：太陽花學運後的民主反思 （页面存档备份，存于）（2014年）

## 外部連結
- 陳長文--愛與正義部落格CVChen.com （页面存档备份，存于）（中文）
- 陳長文FB粉絲專業（中文）
- 中華民國國際法學會 （页面存档备份，存于）（中文）
- 陳長文的新浪微博